# Menas z Egiptu
Menas, męczennik egipski, także Mina, Mena, cs. Wielikomuczenik Mina (zm. ok. 300–304 w Kytaion we Frygii) – męczennik chrześcijański, święty Kościoła katolickiego, prawosławnego, ormiańskiego i koptyjskiego.
Miał pochodzić z chrześcijańskiej rodziny i służyć, jako oficer w armii rzymskiej w Egipcie oraz Frygii. Po wydaniu przez cesarza Dioklecjana edyktu przeciw chrześcijanom rozpoczął życie pustelnicze na pustyni. Podczas igrzysk na arenie cyrku w Kytaion przyznał się do wyznawania chrześcijaństwa. Następnie został skazany na tortury i ścięcie. Umierając wyraził życzenie by jego ciało przewieziono do Egiptu. Wielbłądy transportujące trumnę ze zwłokami Menasa miały odmówić dalszego marszu na pustyni między Aleksandrią a Wadi Natrum w miejscowości Abu Mena. Tam został pochowany.
Od XIV wieku relikwie Menasa znajdują się w Kairze.
Jest patronem osób fałszywie oskarżonych, wędrownych handlarzy i karawan oraz chorych na oczy.
Wspomnienie liturgiczne w Kościele katolickim obchodzone jest 11 listopada.
Kościół prawosławny wspomina wielkiego męczennika 11/24 listopada, tj. 24 listopada według kalendarza gregoriańskiego.
W ikonografii święty przedstawiany jest, jako mężczyzna w sile wieku z krótką, siwą brodą. Ubrany jest w rycerską zbroję i czerwony płaszcz. Zwykle w prawej dłoni trzyma pikę skierowaną ostrzem do góry, w lewej miecz u nogi